# 재미있는 퀴즈클럽
《재미있는 퀴즈클럽》은 2011년 3월 21일부터 2011년 6월 20일까지 방송되었던 퀴즈 프로그램이다.